# Hypolimnas obliterata
Hypolimnas obliterata är en fjärilsart som beskrevs av Holland 1920. Hypolimnas obliterata ingår i släktet Hypolimnas och familjen praktfjärilar. Inga underarter finns listade i Catalogue of Life.